# Краснобровый попугайный виреон
Краснобровый попугайный виреон (лат. Cyclarhis gujanensis) — вид певчих воробьиных птиц из семейства виреоновых.

## Описание
Краснобровый попугайный виреон достигает длины 16 см, масса составляет 28 г. Оперение верхней части тела оливкового цвета, голова и затылок серого цвета. Окраска горла и груди от бледно-жёлтого до оливкового-жёлтого цвета, брюхо белёсое. Лоб до бровей красно-бурого цвета.

## Распространение
Краснобровый попугайный виреон распространён в Центральной и Южной Америке от юга Мексики и Тринидада до Аргентины и Уругвая. Вид населяет саванну, буш и опушки леса.

## Питание
Птица питается ягодами и насекомыми.

## Размножение
Краснобровый попугайный виреон кладет в чашеобразное гнездо, расположенное на дереве, от 2-х до 3-х яиц бледно-розового цвета с крапинами коричневого цвета.